# Эльдорадо (Техас)

Справа вверху — округ Шлайкер на карте штата Техас, слева внизу — город Эльдорадо на карте округа Шлайкер.

Эльдорадо (англ. Eldorado) — город в Техасе (США), административный центр округа Шлайкер.

## География, описание
Эльдорадо является единственным городом округа, кроме него в Шлайкере находятся лишь два поселения, Адамс и Халлдейл, практически не имеющие населения.

Площадь Эльдорадо оставляет 3,6 км², открытых водных пространств нет. Через город проходит автомагистраль US 277.
Примерно в 7 километрах к северо-востоку от Эльдорадо находится коммуна Ранчо «Чаяние Сиона», в которой обитают последователи Фундаменталистской церкви Иисуса Христа Святых последних дней. С момента основания в 2004 году и до 2008 года ею руководил известный мормон-педофил Уоррен Джеффс.
В 1966 году на экраны вышел фильм «Эльдорадо», основное действие которого происходит в техасском городке с таким же названием.

## Демография
Согласно переписи 2010 года расовый состав Эльдорадо был следующим: белые — 74,32 %, афроамериканцы — 1,18 %, индейцы — 0,72 %, азиаты — 0,21 %, прочие расы — 20,4 %, смешанные расы — 3,18 %.

Согласно оценкам 2013 года в Эльдорадо средний доход домохозяйства составил 44 175 долларов в год, при среднем по штату 51 704 доллара.

Согласно оценкам 2014 года в Эльдорадо проживали 1784 человека, 49 % мужского пола и 51 % женского. Средний возраст жителя города составил 37,1 лет, при среднем по штату в 34 года. О происхождении своих предков жители города сообщили следующее: ирландцы — 10,6 %, немцы — 9,1 %, англичане — 6,4 %, голландцы — 2,1 %, французы — 1,1 %. О своём семейном положении жители города старше 15 лет сообщили следующее: не состоят в браке и никогда в нём не были — 22,1 %, состоят в браке и живут совместно — 59 %, состоят в браке, но живут раздельно — 5,4 %, вдовствуют — 6,5 %, разведены — 7 %. 10,5 % жителей города были рождены вне США, при среднем показателе по штату в 16,5 %.

Согласно оценкам 2015 года в Эльдорадо проживали 1810 человек (56,4 % от всего населения округа). По данным на сентябрь 2015 года безработица в городе составила 4,3 %, при среднем по штату в 4,4 %.
| Год переписи | Нас. |  | %±     |
| ------------ | ---- |  | ------ |
| 1930         | 1404 |  | —      |
| 1940         | 1530 |  | 9%     |
| 1950         | 1663 |  | 8,7%   |
| 1960         | 1815 |  | 9,1%   |
| 1970         | 1446 |  | −20,3% |
| 1980         | 2061 |  | 42,5%  |
| 1990         | 2019 |  | −2%    |
| 2000         | 1951 |  | −3,4%  |
| 2010         | 1951 |  | —      |
| 2015         | 1810 |  | −7,2%  |
| 1930–2015    |      |  |        |

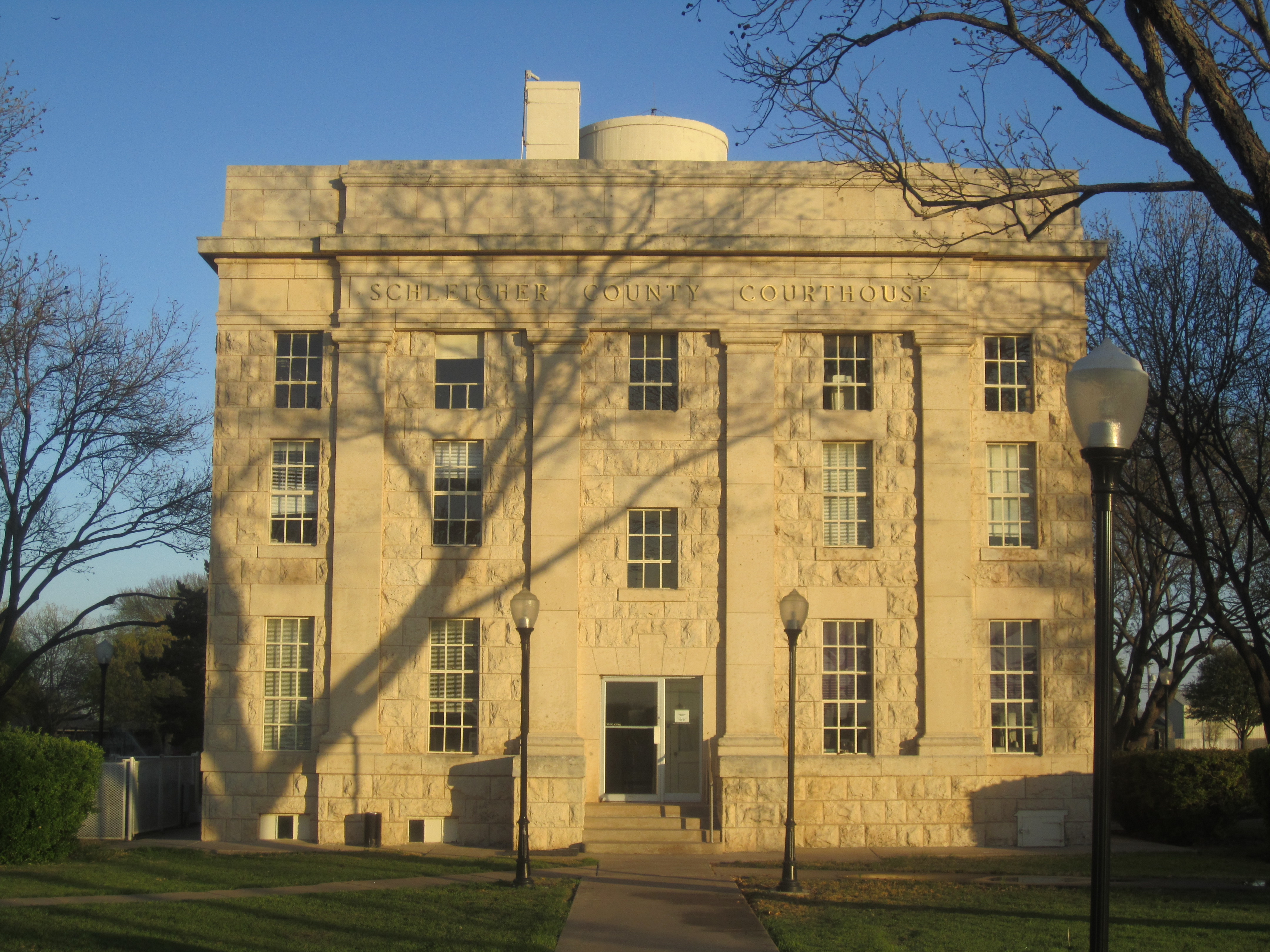
Суд
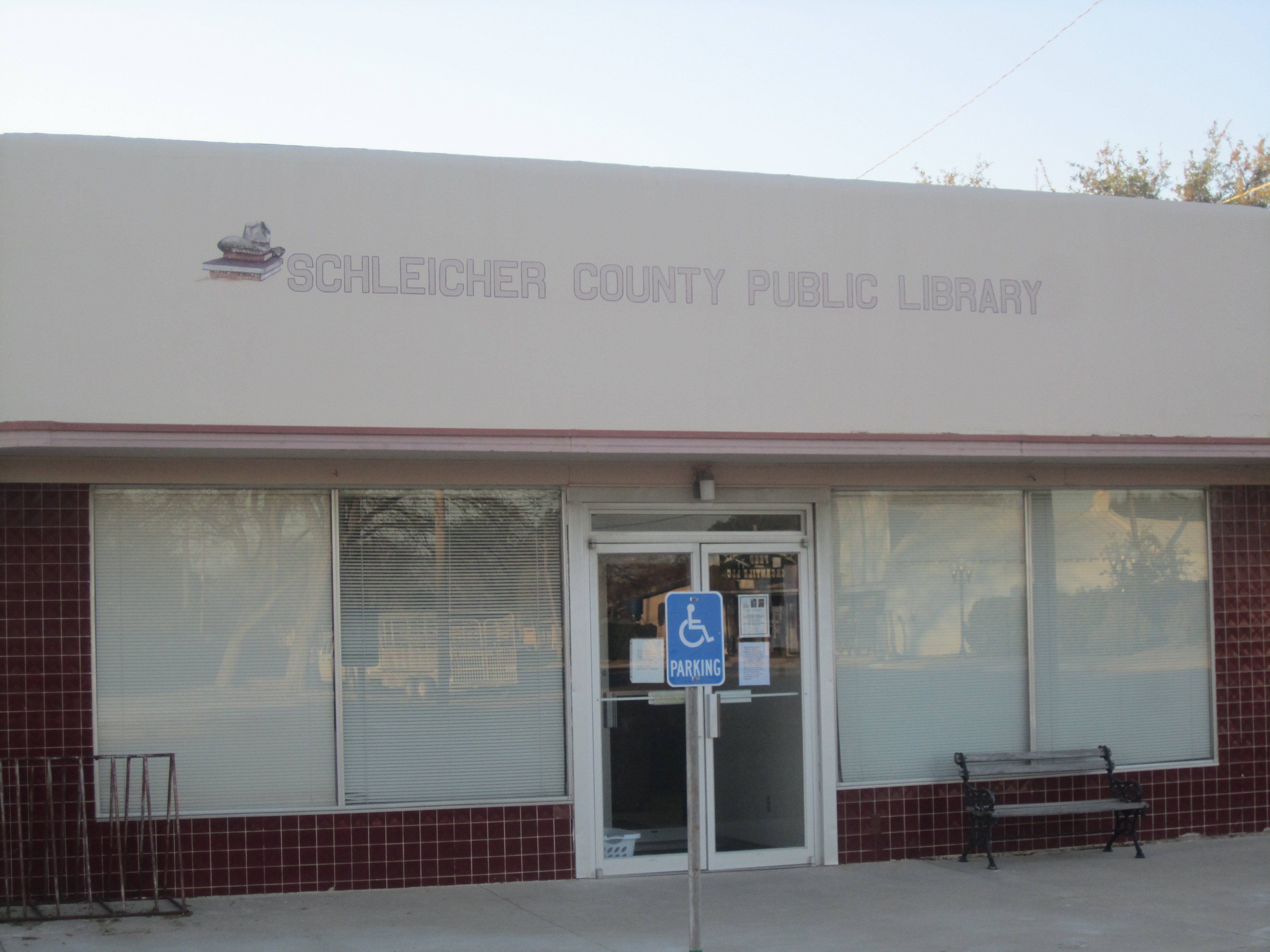
Библиотека
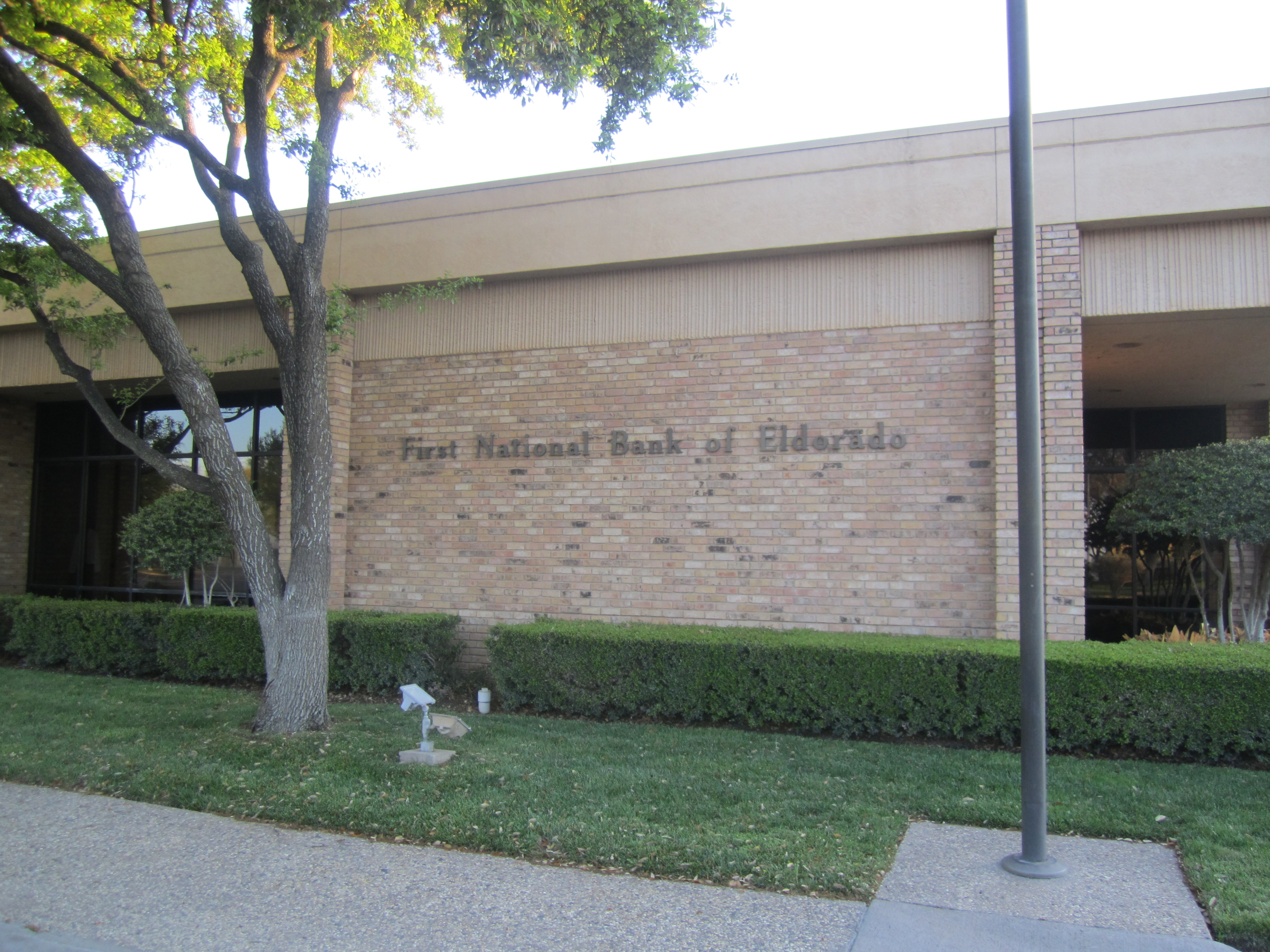
Банк
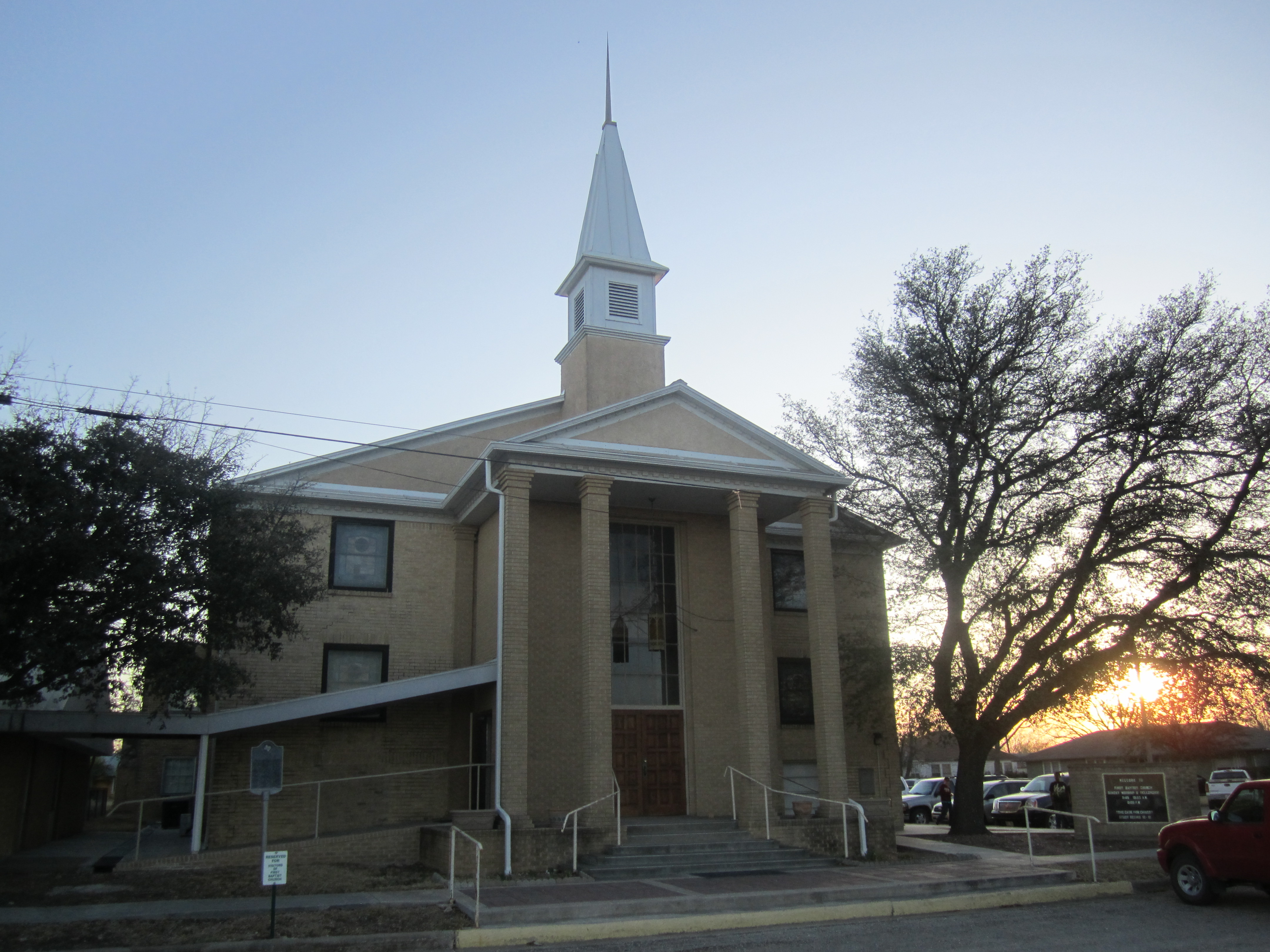
Баптистская церковь